# Andrew Charles Elliott
Pour les articles homonymes, voir Elliott.
Andrew Charles Elliott (né vers 1828 en Irlande, décédé le 9 avril 1889 à San Francisco) est un homme politique et juge britanno-colombien. Il est le quatrième premier ministre de la Colombie-Britannique.

## Biographie
Élevé en Irlande, Elliott entre au collège de droit Lincoln's Inn de Londres en 1851. Admis au barreau en 1854, il opère un cabinet de consultation au Inner Temple Lane l'année suivante. En 1856, il obtient de Edward Bulwer-Lytton une lettre d'introduction au gouverneur de la colonie de la Colombie-Britannique, James Douglas, qui amène Elliot à quitter l'Angleterre et se rendre dans la colonie en plein essor en raison de la ruée vers l'or. Inscrit au barreau de la Colombie-Britannique en 1859, il devient juge dans la région de Yale et Hope.
Après un bref retour en Angleterre en 1861, il devient commissaire de l'or et magistrat pour le district de Lillooet. De 1865 à 1866, il siège au conseil législatif de la colonie sous nomination du gouverneur Frederick Seymour.
Lorsque la colonie s'unit avec la colonie de l'Île de Vancouver en 1866, Elliot perd son poste de juge et devient shérif en chef à Victoria. Lors de l'entrée de la colonie dans la Confédération canadienne, il demande sans succès un poste de juge et son poste de shérif en chef est abolie.

### Politique provinciale
Élu député de la circonscription de Victoria City lors de l'élection de 1875, il devient chef de l'opposition officielle. À la suite du renversement du gouvernement (en) de George Anthony Walkem, le lieutenant-gouverneur Joseph Trutch propose à Elliot de former un nouveau gouvernement.
Le style d'Elliott fait contraste avec celui de son prédécesseur qui était accusé d'« extravagance », de « malhonnêteté » et de « tyrannie » par le Daily British Colonist and Victoria Chronicle. Elliott avait la réputation d'être un gentilhomme et le directeur de journal David Williams Higgins le décrivait même ainsi : « Presque 20 ans de service et pas riche ! ».
Réélu lors d'une élection partielle afin de valider sa nomination, Elliott fait campagne avec la promesse de mettre en application les clauses négociées par le ministre des Colonies Lord Carnavon afin de modifier l'entente régissant l'entrée de la Colombie-Britannique dans la Confédération.
Sur les questions intérieures, Elliott découvre que les finances de la province avaient tellement été traitées avec légèreté que la Bank of British Columbia refuse d'accorder des prêts au gouvernement. Pour regarnir les coffres, il met en place un impôt sur les biens immobiliers, sur le revenu et sur l'éducation.
Démontrant une rigueur en tant que magistrat et homme politique, il s'avère médiocre en matière de discipline dans son gouvernement. En 1876, il doit congédier son ministre des finances Thomas Basil Humphreys en raison de son manque de coopération. Il renvoi également son président du Conseil exécutif Ebenezer Brown pour avoir vanté une politique liée au chemin de fer du Pacifique différente. En 1876, il cède face au propriétaire Robert Dunsmuir, qui réclame l'intervention de la milice pour mettre fin à une grève dans la mine de charbon de Wellington.
Présentant un projet de loi pour un remaniement de la carte électorale, le gouvernement tombe et le parlement est dissout en avril 1878. Désavoué lors du scrutin, Elliott quitte la vie politique.
En octobre 1884, il est l'un des trois commissaires nommés par A. E. B. Davie pour enquêter sur les désordres parmi les Indiens de Metlakatla après le congédiement de William Duncan.
Elliott meurt d'une maladie cardiaque à San Francisco en avril 1889.

## Famille
Sa fille, Mary, épouse James W. Douglas, qui est aussi député de Victoria City et fils du gouverneur James Douglas.